# Châteauneuf-Val-de-Bargis
Châteauneuf-Val-de-Bargis es una población y comuna francesa, en la región de Borgoña, departamento de Nièvre, en el distrito de Cosne-Cours-sur-Loire y cantón de Donzy.

## Demografía
| 781 | 684 | 671 | 581 | 518 | 554 |
| Para los censos de 1962 a 1999 la población legal corresponde a la población sin duplicidades (Fuente: INSEE [Consultar]) |     |     |     |     |     |